# Pieter Claesz
Pieter Claesz (ca. 1597 – 1. januar 1660) var en holalandsk maler af stilleben, der var aktiv under den hollandske guldalder

## Galleri
- Still Life with Turkey Pie, 1627, Rijksmuseum, Amsterdam.
- Still Life with Musical Instruments, 1623, Louvre, Paris.
- Still Life with Römer, Silver Tazza and Bread Roll, 1637, Museo del Prado, Madrid.
- A still life with a roemer, a crab and a peeled lemon, 1643, Art Gallery of South Australia, Adelaide.
- Still Life with fruit, bread and roemer, 1644, Szépművészeti Múzeum, Budapest.